# Villa Sciarra

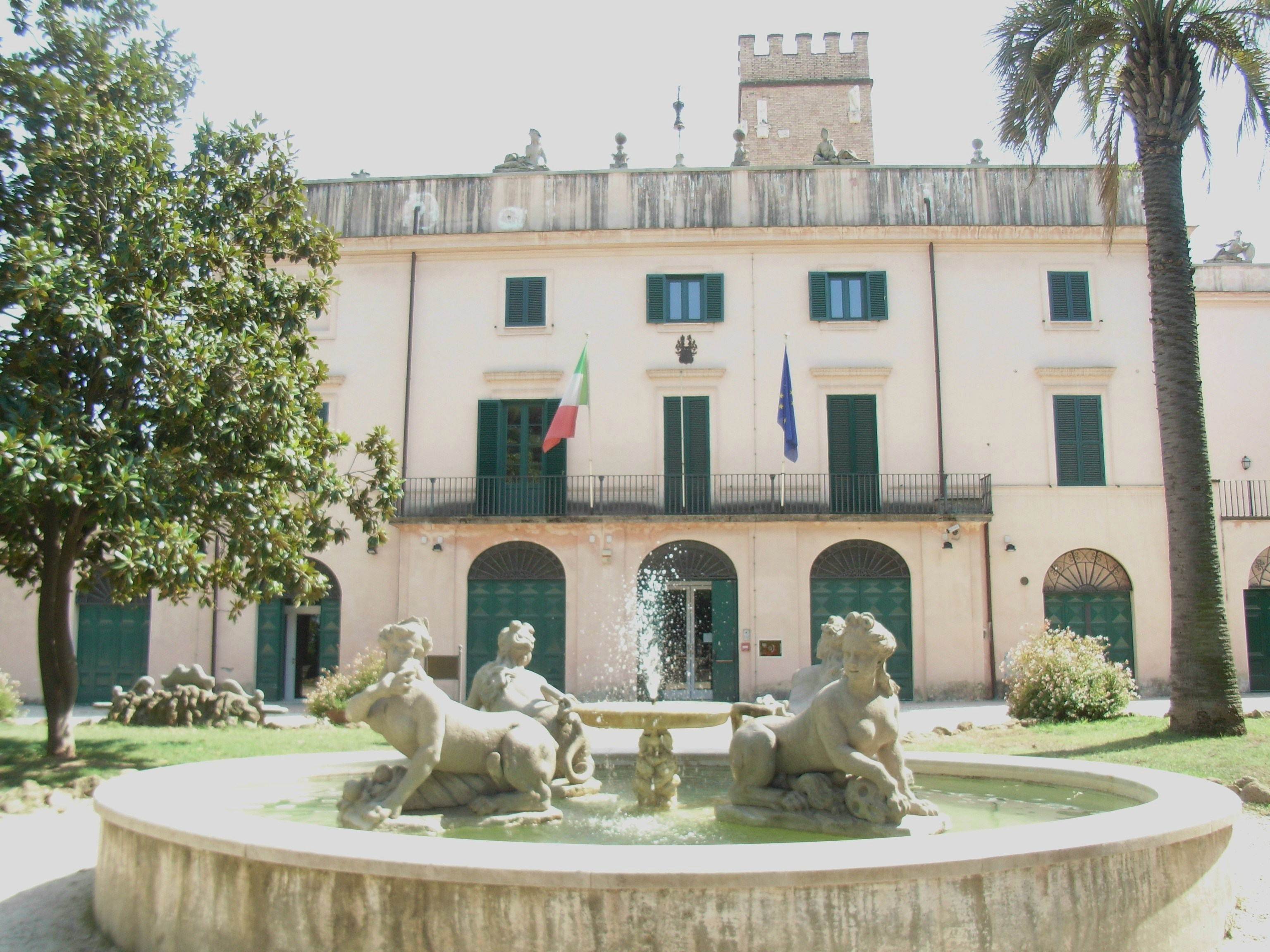
Vista do Casino Barberini na Villa Sciarra com a Fontana dei Vizi logo à frente.

Villa Sciarra era uma villa localizada na encosta do monte Janículo, entre o rione Trastevere e o quartiere Gianicolense (Monteverde Vecchio), delimitada pela Muralha do Janículo, a Via Dandolo e a Via Calandrelli. Com sete hectares, atualmente é um parque público de Roma. Seu nome é uma referência à nobre família Colonna di Sciarra. Também era conhecida como Villa dei Pavoni Bianchi por causa de seus pavões brancos.

## História
Antes ainda do período romano, na região onde está a Villa Sciarra ficava um santuário consagrado à ninfa Furrina, famoso por ter sido o local onde Caio Graco se matou em 121 a.C.. Mais tarde, ali foi criado o "Jardim de César" (em latim: Horti Caesaris), onde, segundo a lenda, Júlio César teria recebido Cleópatra em sua visita a Roma. Durante o Império Romano, foi construído na região da villa um templo conhecido hoje como Templo Sírio no Janículo.

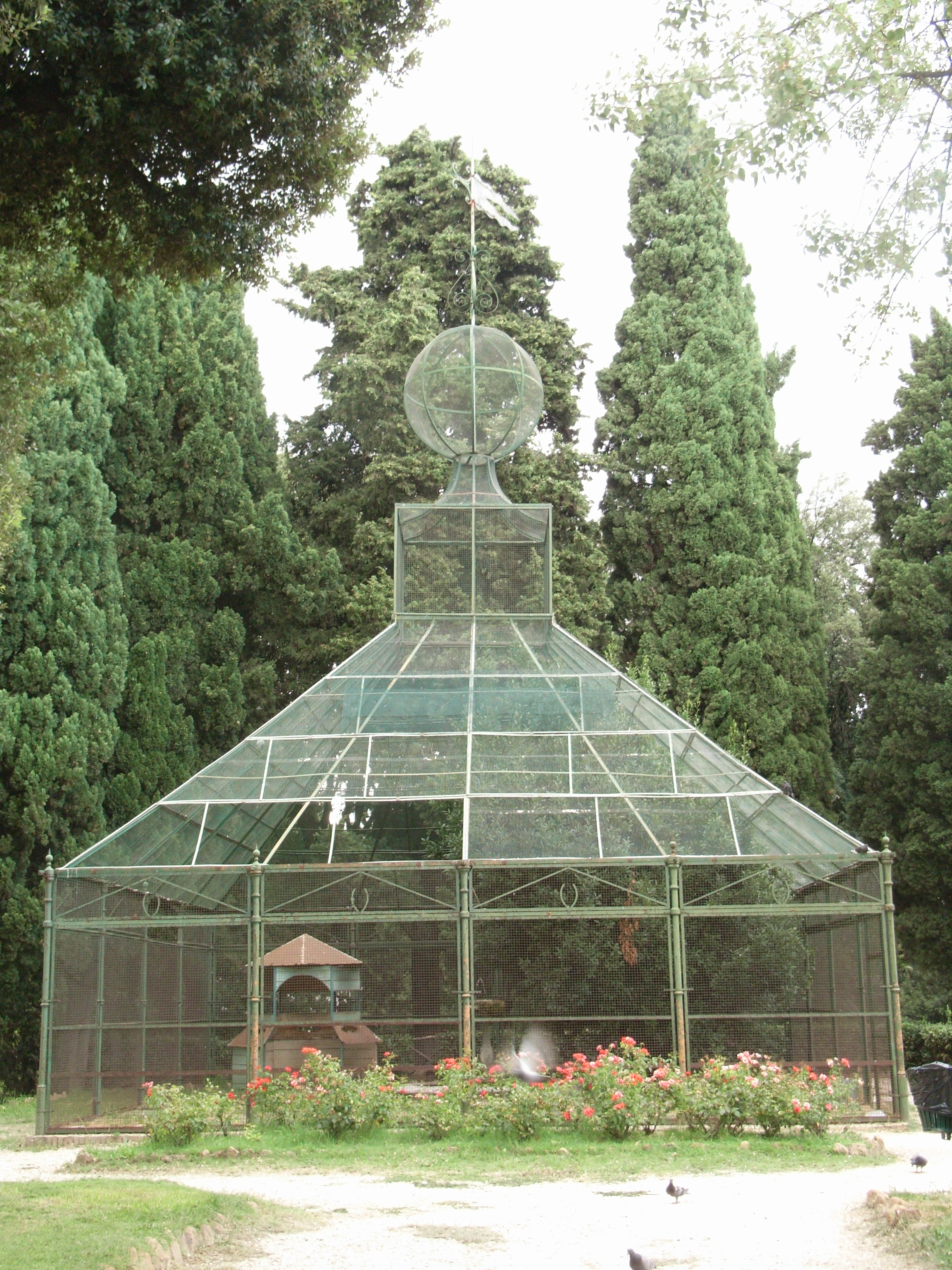
O aviário na Villa Sciarra, onde ficavam os seus famosos pavões brancos.

A história medieval da villa se inicia no século XV, quando foi construído um primeiro edifício no terreno ocupado por uma vinha de propriedade da igreja de Santa Maria ad Martyres. Em 1575, a área foi comprada pelo monsenhor Innocenzo Malvasia, que construiu ali o Casino Malvasia, um edifício com dois pisos e uma lógia no terreno hoje de propriedade da American Academy in Rome. Em 1614, a propriedade foi adquirida por Gaspare Rivaldi, um alto funcionário da Alfândega Pontifícia (Dogana). Depois da construção da Muralha do Janículo (1643), o local, que deixou de ser suburbano e passou a integrar a zona urbana, ganhou muito prestígio. Em 1647, a villa foi adquirida pelo cardeal Antonio Barberini, que já era proprietário do Casino Malvasia, que reestruturou completamente os edifícios e a área verde à volta e construiu o Casino Barberini. Em 1710, a villa foi vendida ao cardeal Pietro Ottoboni, que a manteve até sua morte em 1740. Ottoboni criou três novos jardins, ampliou o cultivo de árvores frutíferas, hortas, plantas ornamentais e exóticas, e promoveu algumas importantes escavações na área do Templo Sírio (1720).
Em seguida, a villa reverteu novamente para os Barberini, especificamente Cornelia Costanza Barberini, esposa de Giulio Cesare Colonna di Sciarra, que ampliaram e embelezaram a propriedade a fim de ocupar toda a região do Janículo e de Monteverde compreendida entre a antiga Muralha Aureliana e a nova Muralha do Janículo; entre outras propriedades, foi adquirido o Orto Crescenzi em 1811. A Villa Sciarra ocupava uma posição estratégica a partir da qual se podia dominar a cidade de Roma, motivo pelo qual, provavelmente, foi considerada pelas tropas da recém-criada República de Roma, de Giuseppe Garibaldi, como o último baluarte na defesa da cidade contra as tropas francesas que vinham para ajudar o papa. As tropas republicanas explodiram os arcos da Ponte Milvio, eliminando assim a possibilidade de se chegar a Roma a partir da Via Salaria, e estavam acastelados no triângulo entre a antiga Porta Aurélia (hoje chamada Porta San Pancrazio), a Porta Portese e o cume do Janículo, uma área bem defendida pela nova Muralha do Janículo. Além disso, esta posição permitia que as tropas controlassem o antigo vau do Tibre que favoreceu o desenvolvimento da Roma Antiga.
As tropas da República Romana defenderam a Villa Sciarra por mais de um mês; na noite entre 21 e 22 de junho de 1849, as tropas francesas conseguiram abrir brechas na muralha e invadiram a villa e a batalha se estendeu pelos jardins, onde os franceses se entrincheiraram antes de iniciarem uma nova ofensiva. A propriedade foi devastada e o Casino Barberini ficou muito danificado, mesmo destino do Casino Malvasia e outro mais abaixo, que foi completamente destruídos. Restaurado o governo do papa, os Barberini reformaram o casino, mas a propriedade acabou sendo perdida pelo príncipe Maffeo II degli Sciarra, que vinha sofrendo perdas com especulações financeiras. Por conta disto, o terreno da Villa Sciarra foi loteado com base nas convenções estipuladas em 1889 entre a Comuna de Roma, a Compagnia Fondiaria Italiana e o próprio príncipe. O coração da villa, que permaneceu com a família Sciarra, foi vendido em 1896 a George Clark e depois para a Società di Credito ed Industria Fondiaria Edilizia, de quem, em 15 de maio de 1902, a adquiram seus últimos proprietários particulares: George Washington Wurts, um americano apaixonada por jardins, e sua esposa, Henriette Tower, uma rica herdeira norte-americana nascida na Filadélfia.
Os novos proprietários reestruturam completamente o palacete em estilo neorrenascentista e redesenhou os jardins: eles colocaram ali diversas estátuas de arenito do século XVIII provenientes do palazzo em Brignano Gera d'Adda, na província de Bérgamo, a residência lombarda da família Visconti, conhecido como Castello Visconti di Brignano, que, já em ruínas, foi vendido em leilão em 1898. Em 1906, foi aprovado um projeto para a construção do chamado Castelletto, em estilo neogótico, que foi construído entre 1908 e 1910. Ainda em 1908, começaram as obras para a criação da entrada na Via Calandrielli. 
George Wurts morreu em 1928 e, dois anos depois, sua mulher doou a villa a Benito Mussolini na condição de que a propriedade fosse transformada num parque público. Mussolini, por sua vez, o doou ao povo romano, como lembra uma placa ainda hoje afixada no local. O Casino Barberini foi destinado a servir de sede do Instituto Italiano de Estudos Germânicos e, para este fim, foi reformado em 1932 pelos arquitetos Alberto Calza Bini e Mario De Renzi.

## Descrição

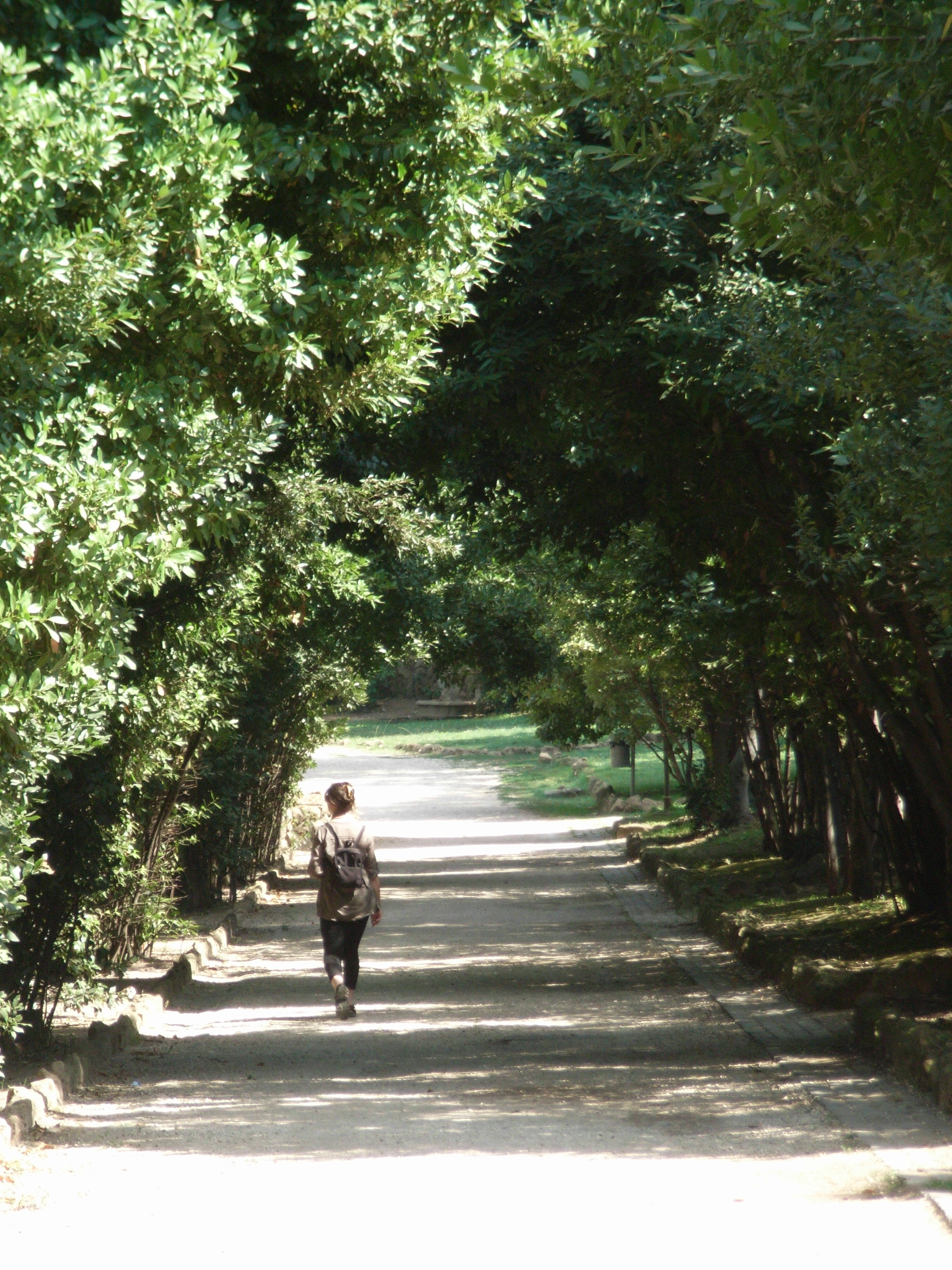
Uma das vias que atravessam o parque.

Passado o portão da Via Calandrelli, o visitante chega a um pequeno espaço aberto conhecido como Piazzale Wurts, na qual está, à esquerda, uma bela fonte com motivos rupestres, conhecida como Fontana del Belvedere, projetada por Enrico Gennari e Ugo Gennari em 1910-1912. Em seguida está a Fontana dei Faunetti, constituída por dois pequenos tanques laterais no interior de um tanque oval maior com uma borda de rochas na qual estão apoiados dois pequenos faunos brincando com uma cabra, um conjunto realizado entre os séculos XVIII e XIX
Da Piazzale partem três vielas. Pela direita, percorrendo a Viale Klitsche, está uma grande gaiola de ferro (em italiano:  Volliera di Villa Sciarra) construída por George Wurts para servir de criadouro para os famosos pavões brancos, o que deu à villa o apelido de Villa dei Pavoni Bianchi. Logo em frente, no Largo Minutilli, está a monumental Fontana dei Fauni, constituída por um tanque semicircular no interior do qual um casal de faunos, um feminino e outro masculino, com seus pequenos faunos sustentam nas costas uma das valvas de uma concha aberta; a outra, mais pra cima, está afixada no muro de sustentação da fonte. Esta é coroada por um putto que se liberta das mandíbulas de um biscione, uma alusão ao brasão da família Visconti, de cuja propriedade a fonte foi transportada. Na Viale Wern, pelo meio, está a Fontana di Diana ed Endimione, composta por um pequeno lago e um grupo de estátuas representando Diana, a deusa da caça, e o pastor-caçador Endimião com um cão, seu fiel companheiro.
Na confluência destas duas vias está a Esedra Arborea, um local bastante cenográfico. Trata-se de uma sebe de lauros disposta em um semicírculo (êxedra) no qual foram escavados nichos nos quais foram colocadas doze estátuas em arenito representando os meses do ano. De frente para as estátuas estão sebes podadas em formas fantasiosas. 
Depois da confluência, entre a Viale Wern e a Viale Adolfo Leducq, se abre um largo onde fica o Casino Barberini, que conservou parcialmente a planta original e apresenta uma fachada com três arcos, antigamente abertos, a partir dos quais se chega a um pórtico com uma abóbada de berço rebaixada; dali, atravessando um pequeno hall, se chegava ao antigo pátio interno, transformado em biblioteca durante a reforma de 1932. O edifício termina num belo terraço com uma torre de observação panorâmica com cinco esculturas nas bordas: quatro delas representando os continentes e a quinta, as as fases do dia. No espaço diante do edifício estão outras duas fontes, a primeira, mais próxima do palacete, é a Fontana delle Passioni Umane ou Fontana dei Vizi, que tem este nome porque apresenta, no interior de um tanque oval com borda em travertino, quatro esfinges representando as paixões humanas (ou vícios): a ira, a luxúria, a avareza e a gula.
A segunda fonte, um pouco mais distante, é a Fontana dei Putti ou Fontana del Biscione, composta por um tanque de borda ondulada com um encosto cenográfico como pano de fundo; nele estão dois casais de putti que segurando as mãos do par numa dança enquanto outros dois, situados quase no centro do tanque, um dos quais com um elmo na cabeça, emergem das bocas de dois golfinhos e seguram um escudo no qual está esculpido, em relevo, o biscione dos Visconti encimado por uma coroa.
Na lateral do Casino está a chamada montagnola, sobre a qual estão um pequeno quiosque das glicínias e um pequeno templo circular com uma característica cúpula em ferro forjado. Finalmente, o villino conhecido como Castelletto, situado perto da entrada na Via Dandolo, abriga o Museu da Matemática.

## Nomes das ruas
A praça localizada na entrada principal é dedicada ao antigo proprietário, George Wurst, enquanto que quatro das cinco vias internas da villa são homenagens a militares que morreram durante o cerco de Roma em 1849: Adolfo Leducq (um voluntário belga na defesa da Villa del Vascello), Paolo Narducci, Gustavo Spada (heroico defensor de Vascello) e Giuseppe Wern (um capitão polonês). A quinta via é uma homenagem à escritora Antonietta Klitsche de la Grange, filha do militar prussiano Theodor Friedrich Klitsche de la Grange.